# Józef Cebula (męczennik)
Józef Cebula (ur. 23 marca 1902 w Malni, zm. 28 kwietnia 1941 w KL Mauthausen-Gusen) – polski duchowny katolicki, Misjonarz Oblat Maryi Niepokalanej (OMI), błogosławiony Kościoła katolickiego. Za swoją niezłomną postawę wobec niemieckich narodowych socjalistów został zamordowany w niemieckim obozie koncentracyjnym.

## Życiorys

### Pochodzenie i młodość
Urodził się w Malni na Śląsku Opolskim jako pierworodny syn Adriana i Rozalii z domu Buhl. Nazajutrz po narodzinach rodzice zanieśli go do parafialnego kościoła w Otmęcie, gdzie na chrzcie nadali mu imię Józef. Wzrastał w rodzinie tradycyjnie religijnej. Był dość wątłym i chorowitym dzieckiem. Po ukończeniu szkoły podstawowej w Malni rozpoczął edukację w Seminarium Nauczycielskim w Opolu (Königliche Katholische Präparanden-Anstalt). Uczęszczał tam dwa i pół roku. Pod koniec 1918 ciężko zachorował na zapalenie opłucnej. Musiał więc w styczniu 1919 poddać się operacji, po której w kwietniu tegoż roku odesłano go do domu jako nieuleczalnie chorego. Zwrócono się więc wtedy do lekarza z Prószkowa, skąd pochodziła jego matka, aby ten podjął się medycznej opieki nad chorym. Mimo iż dzięki intensywnej, jak na tamte czasy, opiece medycznej udało się uchronić Józefa przed śmiercią, epizod ten pozostawił trwały ślad w jego życiu. Pierwszą konsekwencją było przerwanie edukacji, co też zamykało na jakiś czas możliwości studiowania. Edukację kontynuował w nowo utworzonym oblackim gimnazjum w Lublińcu (1920), które ukończył w czerwcu 1921 w Krotoszynie. Związał się wtedy już na stałe ze zgromadzeniem oblatów Maryi Niepokalanej.

### Kapłaństwo
Nowicjat rozpoczął 14 sierpnia 1921 w Markowicach na Kujawach. Tam też rok później złożył pierwsze śluby zakonne. Ponieważ oblaci nie mieli wtedy jeszcze w Polsce własnego seminarium duchownego, Józefa Cebulę wysłano na studia filozoficzne do Liège w Belgii. Po roku wrócił do Lublińca. Tam odbył najpierw junioracką formację, a następnie kontynuował studia filozoficzno-teologiczne. Wieczyste śluby zakonne złożył 15 sierpnia 1925, a święcenia kapłańskie przyjął 5 czerwca 1927 w uroczystość Pięćdziesiątnicy, z rąk biskupa Arkadiusza Lisieckiego. Prymicyjną mszę św. sprawował 13 czerwca 1927 w kościele parafialnym w Otmęcie.
Po święceniach kapłańskich o. Józef Cebula został skierowany do pracy w Małym Seminarium w Lublińcu jako nauczyciel i wychowawca oraz spowiednik. W roku 1931 mianowano go superiorem (przełożonym) klasztoru w Lublińcu. Funkcję tę pełnił przez 6 lat. W roku 1936 wybrany został do pełnienia posługi przełożonego polskiej prowincji oblackiej. Dnia 22 lipca 1937 mianowany został superiorem klasztoru oraz mistrzem nowicjuszy w Markowicach k. Inowrocławia.

### Okres okupacji, prześladowanie i męczeńska śmierć
Dnia 7 grudnia 1939 burmistrz von Egan wydał rozkaz, żeby następnego dnia w święto Niepokalanego Poczęcia N.M.P. (święto patronalne oblatów) zakonnicy zniszczyli wszystkie figury Matki Bożej, znajdujące się w okolicznych kaplicach przydrożnych. Wtedy to o. Józef, jako przełożony klasztoru, zareagował krótkim stwierdzeniem: „Kto chce być oblatem, ten do rozbijania figur nie pójdzie”. Wraz z innymi ojcami został więc dnia 26 sierpnia 1940 aresztowany i wywieziony do obozu w Szczeglinie, skąd dwa dni później został jednak zwolniony i odtransportowany do Markowic. Pod koniec października 1940 otrzymał jednak rozkaz opuszczenia klasztoru w przeciągu trzech godzin. O. Józef wraz z kilku braćmi zakonnymi znalazł wtedy schronienie u wiernych w Markowicach. Do klasztoru mógł powrócić w listopadzie 1940. Otrzymał wtedy pozwolenie na sprawowanie jednej mszy św. niedzielnej w pobliskich parafiach Ludzisko i Rzadkwin. Nie wolno mu jednak było udzielać żadnych sakramentów św. Miał też kategoryczny zakaz wykonywania jakichkolwiek dodatkowych czynności kapłańskich. Do tych rozkazów jednak się nie dostosował. Wczesnym rankiem lub późnym wieczorem, w cywilnym ubraniu, odwiedzał chorych, spowiadał wiernych, chrzcił dzieci i błogosławił małżeństwa. Codziennie nocą odprawiał eucharystię. Dnia 10 lutego 1941 o. Józef otrzymał zakaz sprawowania jakichkolwiek czynności kapłańskich. Nie podporządkował się jednak i temu zakazowi. W dniu aresztowania, po odprawieniu po północy mszy św. zwrócił się do usługującego do mszy brata zakonnego: „Bracie, dzisiaj złożyłem Bogu ostatnią Ofiarę. Radzę wam, po raz ostatni się u mnie wyspowiadać”. Tego też dnia został aresztowany i wywieziony do obozu w Inowrocławiu (02.–07.04.1941), z przeznaczeniem do Mauthausen k. Linzu w Austrii, do którego deportowano więźniów „mocno obciążonych, recydywistów i aspołecznych”. Podjęto wtedy starania o jego zwolnienie. Wstawiało się za nim wielu ludzi, zwłaszcza Niemców z Lublińca, podkreślając, że uczył tam języka niemieckiego i służył z jednakowym zaangażowaniem wszystkim ludziom, zarówno Niemcom, jak i Polakom, nie robiąc między nimi żadnych różnic. Podkreślano też bardzo mocno, że nigdy nie angażował się w sprawy polityczne. W obronie o. Józefa wystąpił również ks. Hubert Demczak, ówczesny proboszcz w Otmęcie. Inicjatywę tę poparł również Ortsgruppenleiter Ebneter z Malni. Wszystkie te działania okazały się bezskuteczne. Dnia 18 kwietnia 1941 przewieziony został do niemieckiego obozu koncentracyjnego Mauthausen. Był tam torturowany, skazany na ciężkie roboty, wreszcie rozstrzelany i spalony w obozowym krematorium.

## Pamięć o błogosławionym
W drugą niedzielę maja każdego roku w Malni obchodzony jest dzień dziękczynny za dar, jaki otrzymało sołectwo w postaci o. Józefa Cebuli. Uroczystości rozpoczynają się uroczystą mszą św. z udziałem misjonarzy oblatów M.N. z całej Polski oraz wiernych z parafii prowadzonych przez oblatów w różnych miastach Polski (Wrocław, Katowice, Lubliniec, Kędzierzyn-Koźle). W mszy uczestniczą również mieszkańcy gminy Gogolin i dekanatu Kamień Śląski. Po mszy św. odbywają się koncerty muzyki kościelnej.
Papież Jan Paweł II beatyfikował go 13 czerwca 1999 r. w Warszawie, w gronie 108 męczenników II wojny światowej. Postulatorem jego sprawy jest o. Kazimierz Lubowicki OMI.